# 里澜城镇
里澜城镇，是中华人民共和国河北省廊坊市永清县下辖的一个乡镇级行政单位。 区域面积67.93平方千米。

## 行政区划
里澜城镇下辖以下地区：
里澜城村、惠济场村、李家场村、王家场村、北五道口村、闸口村、赵家楼村、七堡村、南二堡村、傅家场村、冯家场村、郝家场村、前第五村、后第五村、小第六村、惠元庄村、大沈庄村、马家堡村、后第六村、前第六村、小惠庄村、大刘庄村、王虎庄村、南柳坨村、崔家堡村、东第六村、大惠庄村、李家窑村、瑚连店村和廖家场村。